# Corongo (provincie)
Corongo is een provincie in de regio Ancash in Peru. De provincie heeft een oppervlakte van 988 km² en telt 8.165 inwoners (2015). De hoofdplaats van de provincie is het district Corongo.

## Bestuurlijke indeling
De provincie is verdeeld in zeven districten, UBIGEO tussen haakjes:
- (020902) Aco
- (020903) Bambas
- (020901) Corongo, hoofdplaats van de provincie
- (020904) Cusca
- (020905) La Pampa
- (020906) Yanac
- (020907) Yupan

Aija · Antonio Raimondi · Asunción · Bolognesi · Carhuaz · Carlos Fermín · Casma · Corongo · Huaraz · Huari · Huarmey · Huaylas · Mariscal Luzuriaga · Ocros · Pallasca · Pomabamba · Recuay · Santa · Sihuas · Yungay